# 紀元前272年
紀元前272年（きげんぜん272ねん）は、ローマ暦の年である。
当時は、「ルキウス・パピリウス・クルソルとスプリウス・カルウィリウス・マクシムスが共和政ローマ執政官に就任した年」として知られていた（もしくは、それほど使われてはいないが、ローマ建国紀元482年）。紀年法として西暦（キリスト紀元）がヨーロッパで広く普及した中世時代初期以降、この年は紀元前272年と表記されるのが一般的となった。

## 他の紀年法
- 干支 : 己丑
- 日本
  - 皇紀389年
  - 孝霊天皇19年
- 中国
  - 周 - 赧王43年
  - 秦 - 昭襄王35年
  - 楚 - 頃襄王27年
  - 斉 - 襄王12年
  - 燕 - 恵王7年
  - 趙 - 恵文王27年
  - 魏 - 安釐王5年
  - 韓 - 桓恵王元年
- 朝鮮 :
- ベトナム :
- 仏滅紀元 : 275年
- ユダヤ暦 :

## できごと

### セレウコス朝
- セレウコス朝のアンティオコス1世は、第1次シリア戦争で、エジプトのプトレマイオス2世に敗れた。プトレマイオス2世はミレトゥス、フェニキア、キリキア西部をアンティオコス1世から奪って併合した。その結果、エジプトの領土はカリアからキリキアの大部分を含むまでに拡大した。

### エジプト
- エジプトの勝利は地中海東部における王国の地位を確かなものとし、プトレマイオス朝の勢力は、キリキア、パンフィリア、リュキア、カリア等の都市を含むキクラデス諸島からサモトラキ諸島までの範囲に及んだ。

### 共和政ローマ

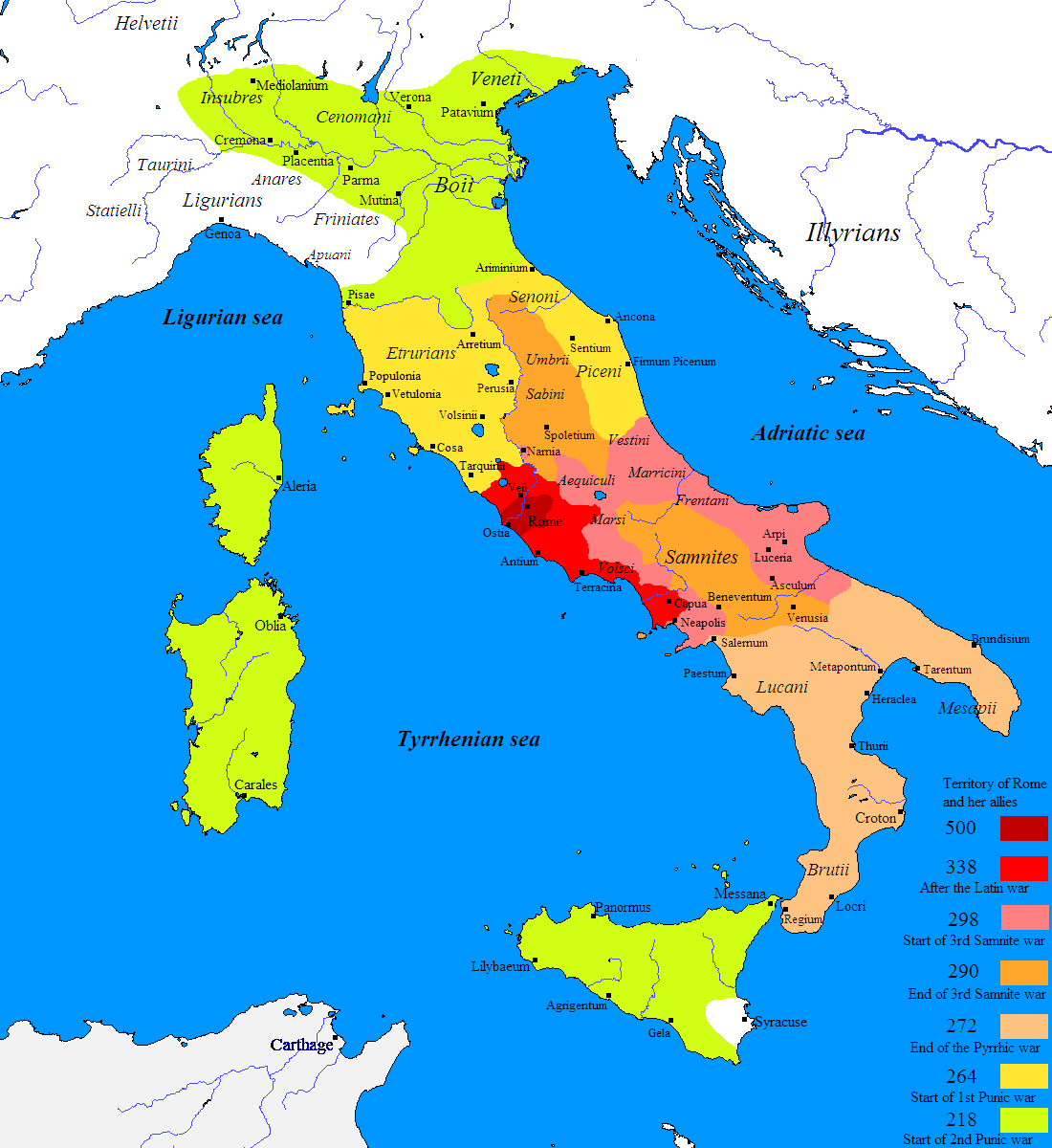
共和政ローマの勢力拡大

- 3年前のイタリア南部からのピュロスの遠征により、サムニウムはついに共和政ローマによって征服された。ターラントの降伏により、マグナ・グラエキアは共和政ローマの影響下に置かれ、同盟国となった。これにより、ついにローマはイタリア半島全てを支配することとなった。

### ギリシア
- スパルタから追放されたスパルタのクロニムス（英語版）（スパルタ王家の血を引くクレオニムス）は、マケドニア王国とエピロスの王ピュロスに、スパルタを攻撃して自身を権力の座につけてくれるように依頼した。ピュロスはこの計画に同意したが、ペロポネソス半島を自身の支配下に置こうとしていた。アレウス1世に率いられたスパルタ軍の大部分がクレタ島に滞在していた時、ピュロスは大軍を率いて、容易に街を占領した。しかし市民は抵抗組織を結成し、アンティゴノス2世の軍の一部はコリントスの傭兵を伴って街に到着することができた。この直後、スパルタ王アレウス1世は、2000人の軍を率いてクレタ島から戻った。これを見て、ピュロスは攻撃を中止し、国をこっそり略奪し始めた。
- ピュロスの軍は、こっそりとアルゴスに移動したが、アンティゴノス2世の軍に支援されたアルゴス市民との狭い市街での戦いに巻き込まれた。混乱の中で、ある老女が屋根の上からピュロスに向かって投げた瓦がピュロスに命中し、アルゴスの兵士はピュロスを殺害することができた。
- ピュロスの死後、息子のアレクサンドロス2世がエピロスの王位を継いだが、アンティゴノス2世は、2年前にピュロスに奪われていたマケドニア王国の王位を取り戻した。

### インド
- マウリヤ朝の王ビンドゥサーラは、王国の南部を征服するために軍を送り、カダンバを征服した。

### 中国
- 楚の太子完が人質として秦に入った。
- 秦が南陽郡を置いた。
- 韓・魏・楚が連合して燕を攻撃した。

## 死去
- ピュロス - エピロス、マケドニアの王（* 紀元前318年）
- ビンドゥサーラ - マウリヤ朝の王（* 紀元前320年）
- 恵王 - 燕の王